# Médaille Franklin

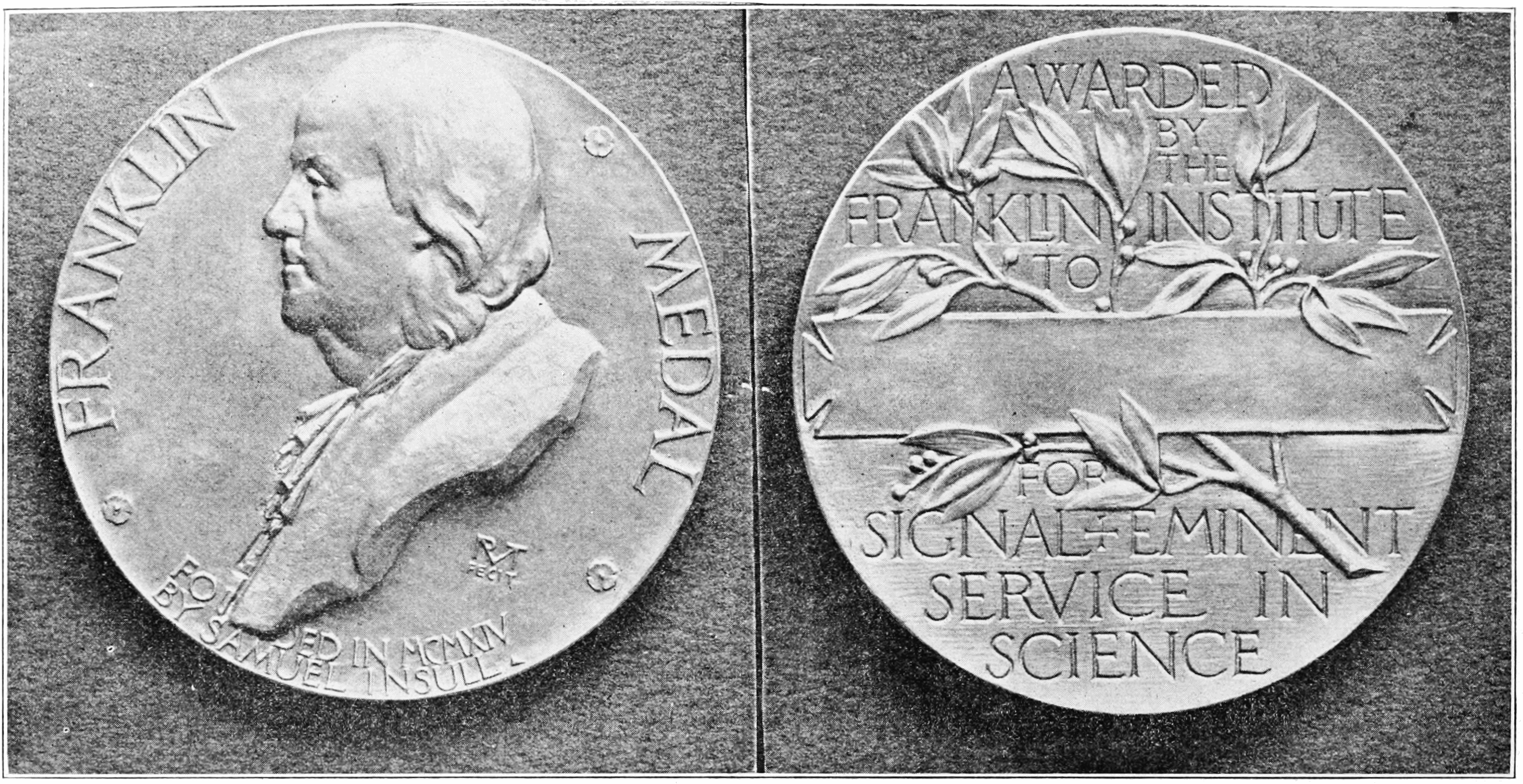
Médaille Franklin

La médaille Franklin est une distinction scientifique décernée par l'Institut Franklin en l'honneur de Benjamin Franklin. Elle récompense des personnes dont les travaux sont utiles à l'humanité, ont fait progresser la science, ont ouvert de nouveaux champs de recherche, et amélioré notre compréhension de l'univers. Elle est décernée annuellement en avril à Philadelphie. Elle a été remplacée en 1998 par la médaille Benjamin Franklin.

## Liste des lauréats
- 1914 : Elmer A. Sperry

### 1915 à 1919
- 1915 : Thomas Alva Edison (sciences de l'ingénieur) et Heike Kamerlingh Onnes (physique)
- 1916 : John J. Carty (en) (sciences de l'ingénieur) et Theodore William Richards (chimie)
- 1917 : Hendrik Lorentz (physique) et David Watson Taylor (sciences de l'ingénieur)
- 1918 : Guglielmo Marconi (sciences de l'ingénieur) et Thomas Corwin Mendenhall (physique)
- 1919 : James Dewar (physique) et George Owen Squier (sciences de l'ingénieur)

### 1920 à 1929
- 1920 : Svante August Arrhenius (chimie) et Charles Algernon Parsons (sciences de l'ingénieur)
- 1921 : Charles Fabry (physique) et Frank J. Sprague (sciences de l'ingénieur)
- 1922 : Ralph Modjeski (sciences de l'ingénieur) et Joseph John Thomson (physique)
- 1923 : Auguste G. Ferrie (sciences de l'ingénieur et science cognitive) et Albert A. Michelson (physique)
- 1924 : Ernest Rutherford (chimie) et Edward Weston (sciences de l'ingénieur)
- 1925 : Elihu Thomson (sciences de l'ingénieur) et Pieter Zeeman (physique)
- 1926 : Niels Bohr (physique) et Samuel Rea (en) (sciences de l'ingénieur)
- 1927 : George Ellery Hale (physique) et Max Planck (physique)
- 1928 : Charles F. Brush (sciences de l'ingénieur) et Walther Nernst (chimie)
- 1929 : Émile Berliner (sciences de l'ingénieur) et Charles Thomson Rees Wilson (physique)

### 1930 à 1939
- 1930 : William Henry Bragg (physique) et John Frank Stevens (sciences de l'ingénieur)
- 1931 : James Hopwood Jeans (physique) et Willis Rodney Whitney (en) (sciences de l'ingénieur)
- 1932 : Philipp Lenard (physique) et Ambrose Swasey (en) (sciences de l'ingénieur)
- 1933 : Paul Sabatier (chimie) et Orville Wright (sciences de l'ingénieur)
- 1934 : Irving Langmuir (chimie) et Henry Norris Russell (physique)
- 1935 : Albert Einstein (physique) et John Ambrose Fleming (sciences de l'ingénieur)
- 1936 : Frank Baldwin Jewett (en) et Charles Franklin Kettering (sciences de l'ingénieur)
- 1937 : Peter Debye (chimie) et Robert Andrews Millikan (physique)
- 1938 : William Frederick Durand (en) (sciences de l'ingénieur) et Charles August Klaus (chimie)
- 1939 : Edwin Hubble (physique) et Albert Sauveur (sciences de l'ingénieur)

### 1940 à 1949
- 1940 : Leo Baekeland (sciences de l'ingénieur) et Arthur Holly Compton (physique)
- 1941 : Edwin H. Armstrong (sciences de l'ingénieur) et Chandrasekhara Venkata Raman (physique)
- 1942 : Jerome Clarke Hunsaker et Paul Dyer Merica (en) (sciences de l'ingénieur)
- 1943 : George Washington Pierce (sciences de l'ingénieur) et Harold Clayton Urey (physique)
- 1944 : William David Coolidge (sciences de l'ingénieur) et Piotr Kapitsa (physique)
- 1945 : Harlow Shapley (physique)
- 1946 : Henry Clapp Sherman (en) (sciences de la vie) et Henry Thomas Tizard (sciences de la vie)
- 1947 : Enrico Fermi (physique) et Robert Robinson (chimie)
- 1948 : Wendell Meredith Stanley (sciences de la vie) et Theodore von Karman (sciences de l'ingénieur)
- 1949 : Theodor Svedberg (sciences de la vie)

### 1950 à 1959
- 1950 : Eugene P. Wigner (physique)
- 1951 : James Chadwick (physique)
- 1952 : Wolfgang Pauli (physique)
- 1953 : William Francis Gibbs (sciences de l'ingénieur)
- 1954 : Charles Edward Kenneth Mees (sciences de l'ingénieur)
- 1955 : Arne Tiselius (sciences de la vie)
- 1956 : Frank Whittle (sciences de l'ingénieur)
- 1957 : Hugh Scott Taylor (en) (chimie)
- 1958 : Donald Wills Douglas (sciences de l'ingénieur)
- 1959 : Hans Albrecht Bethe (physique)

### 1960 à 1969
- 1960 : Roger Adams (sciences de l'ingénieur)
- 1961 : Detlev W. Bronk (sciences de la vie)
- 1962 : Geoffrey Ingram Taylor (sciences de la vie)
- 1963 : Glenn T. Seaborg (physique)
- 1964 : Gregory Breit (physique)
- 1965 : Frederick Seitz (sciences de l'ingénieur)
- 1966 : Britton Chance (sciences de la vie)
- 1967 : Murray Gell-Mann (physique)
- 1968 : Marshall Warren Nirenberg (sciences de la vie)
- 1969 : John Wheeler (physique)

### 1970 à 1979
- 1970 : Wolfgang K. H. Panofsky (en) (physique)
- 1971 : Hannes Alfvén (physique)
- 1972 : George Kistiakowsky (chimie)
- 1973 : Theodosius Dobjansky (sciences de la vie)
- 1974 : Nikolaï Bogolioubov (physique)
- 1975 : John Bardeen (physique)
- 1976 : Malhon B. Hoagland (en) (sciences de la vie)
- 1977 : Cyril Manton Harris (en) (sciences de l'ingénieur)
- 1978 : Elias James Corey (chimie)
- 1979 : G. Evelyn Hutchinson (sciences de la vie)

### 1980 à 1997
- 1980 : Avram Goldstein (en) (sciences de la vie) et Lyman Spitzer Jr. (physique)
- 1981 : Stephen Hawking (physique)
- 1982 : Cesar Milstein (sciences de la vie) et Kenneth Geddes Wilson (physique)
- 1984 : Verner E. Suomi (sciences de l'ingénieur)
- 1985 : George Claude Pimentel (physique)
- 1986 : Benoît Mandelbrot (physique)
- 1987 : Stanley Cohen (sciences de la vie)
- 1988 : Donald Knuth (informatique et science cognitive)
- 1990 : Hugh E. Huxley (sciences de la vie) et David Turnbull (en) (physique)
- 1992 : Frederick Reines (physique)
- 1995 : Gerard 't Hooft (physique)
- 1996 : Richard E. Smalley (chimie)
- 1997 : Mario Renato Capecchi (sciences de la vie)